# (2972) Niilo
(2972) Niilo (1939 TB) – planetoida z pasa głównego asteroid okrążająca Słońce w ciągu 3,16 lat w średniej odległości 2,15 j.a. Odkryta 7 października 1939 roku.